# 육체노동

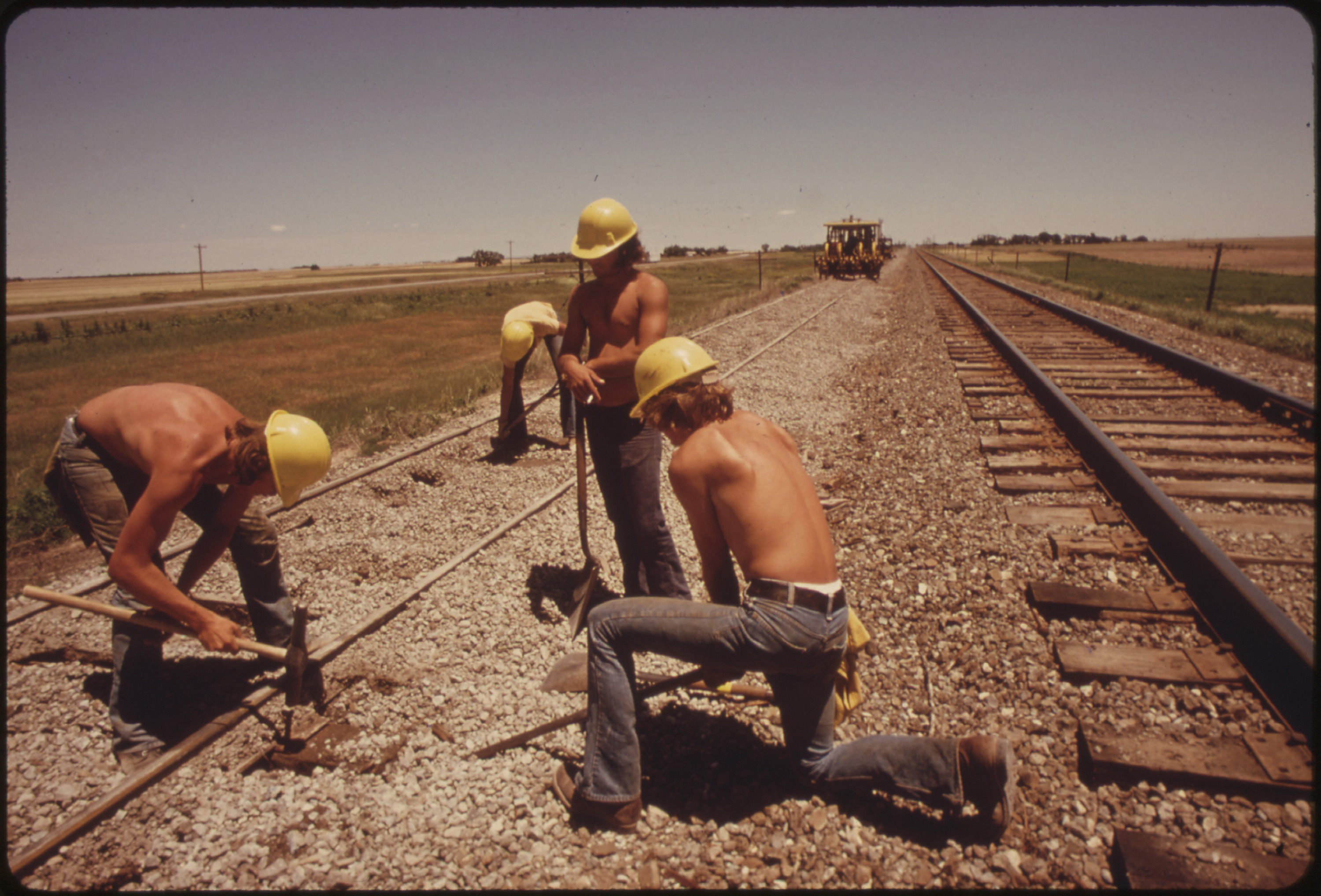
1974년 캔자스에서 철로를 부설하는 노동자들.

육체노동(肉體勞動, manual labor)은 사람이 몸을 써서 하는 일, 특히 기계나 사역동물을 이용한 일과 대비되는 의미의 일이다.
육체 노동은 기계나 일하는 동물에 의한 노동과 달리 인간이 행하는 육체 노동이다. 영어로는 manual labor라고 하는데, 이는 문자 그대로 손으로(수동으로) 수행되는 작업이며, 비유적으로 확장하면 인체의 모든 근육과 뼈를 사용하여 수행되는 작업이다. 인류 선사시대와 역사의 대부분 동안 육체 노동과 그 가까운 사촌인 동물 노동은 육체 노동이 이루어지는 주요 방식이었다. 생산에 있어서 인간과 동물의 노동 필요성을 줄이는 기계화와 자동화는 수세기 동안 존재해 왔지만, 그것이 크게 확장되고 인간 문화를 변화시키기 시작한 것은 18세기와 19세기부터였다. 이를 구현하려면 충분한 기술이 필요하고 자본 비용이 이를 방지할 미래 임금 수준으로 정당화되어야 한다. 반자동화는 인간 노동, 자동화, 컴퓨터화를 결합하여 인간과 기계의 장점을 모두 활용하는 인력 대체의 대안이다.
거의 모든 작업에 잠재적으로 기술과 지능이 적용될 수 있지만 과일 및 야채 따기, 수동 자재 취급(예: 선반 보관), 수동 굴착 또는 부품 수동 조립과 같이 주로 육체 노동으로 구성되는 많은 작업이 종종 있다. 숙련되지 않거나 반숙련된 작업자가 성공적으로 수행할 수 있다(숙련되지 않은 경우). 이러한 이유로 육체 노동과 비숙련 또는 반숙련 근로자 사이에는 부분적이지만 중요한 상관관계가 있다. 경제적, 사회적 이해관계의 충돌에 기초하여 사람들은 종종 부분적인 상관관계를 육체 노동과 기술 부족을 동일시하는 과장으로 왜곡할 수 있다. (작업에) 기술을 적용하거나 (작업자에게) 기술을 개발할 가능성이 부족하고 사회계층이 낮다. 인간 존재 전반에 걸쳐 후자는 노예 제도(노예를 '인간 이하'로 낙인찍는 방식)부터 카스트 또는 카스트 유사 시스템, 미묘한 형태의 불평등에 이르기까지 다양한 변형을 수반했다.
육체 노동의 정의에 관한 다양한 관점이 있으며 육체 노동에서 더 복잡한 형태로의 진행이 모호할 수 있다. 마르크스와 같은 저술가들은 이를 단순 노동으로 규정하면서 모든 노동이 단순 노동으로 분류될 수 있다고 주장하면서 논란의 여지가 있다. 그러나 루트비히 폰 미제스(Ludwig von Mises)는 이것이 지나치게 단순화된 것이라고 주장하며, 이를 많은 사회주의 경제 정책이 특히 경제적 계산 문제와 관련하여 어려움에 직면하는 이유라고 강조한다. 반면에 폴 콕숏(Paul Cockshott)과 앨린 코트렐(Allin Cottrell)은 모든 노동을 단순 노동으로 간주해야 한다고 주장하며 보다 복잡한 형태의 노동에 대한 훈련을 설명하는 것의 중요성을 강조한다. 이러한 복잡성은 학생들이 특정 직업을 위해 훈련할 때 수행하는 노동의 성격에 대한 의문을 제기하기 때문에 무엇이 비숙련 노동을 구성하는지 결정하는 데까지 확장된다. 궁극적으로 육체 노동의 정의는 경제적, 정치적 이해관계에 따라 형성된다. 모든 사회는 그 기능을 위해 어떤 형태의 육체 노동에 의존하기 때문이다.
경제적 경쟁으로 인해 기업은 가능한 가장 낮은 비용으로 노동력을 구매하거나(예: 해외 파견 또는 외국인 근로자 고용을 통해) 노동력을 완전히 제거하려고(기계화 및 자동화를 통해) 시도하는 경우가 많다.

## 같이 보기
- 산업화
- 프롤레타리아